# Île Anna Maria
Île Anna Maria est une île barrière située sur la côte du comté de Manatee dans l'État de Floride, aux États-Unis. Elle est délimitée à l’ouest par le golfe du Mexique, au sud par Longboat Pass (qui le sépare de Longboat Key, ville insulaire barrière), à l’est par Sound Anna Maria, et au nord par la baie de Tampa.
L’île Anna Maria fait environ 12 km du nord au sud et divisée administrativement entre trois communauté du nord au sud : Anna Maria, Holmes Beach et Bradenton Beach.
En 2005, le Bureau du recensement des États-Unis a estimé la population combinée des trois villes à environ 8 500 habitants.